# Leucania calpota
Leucania calpota là một loài bướm đêm trong họ Noctuidae.